# Øvre Strandgate 60

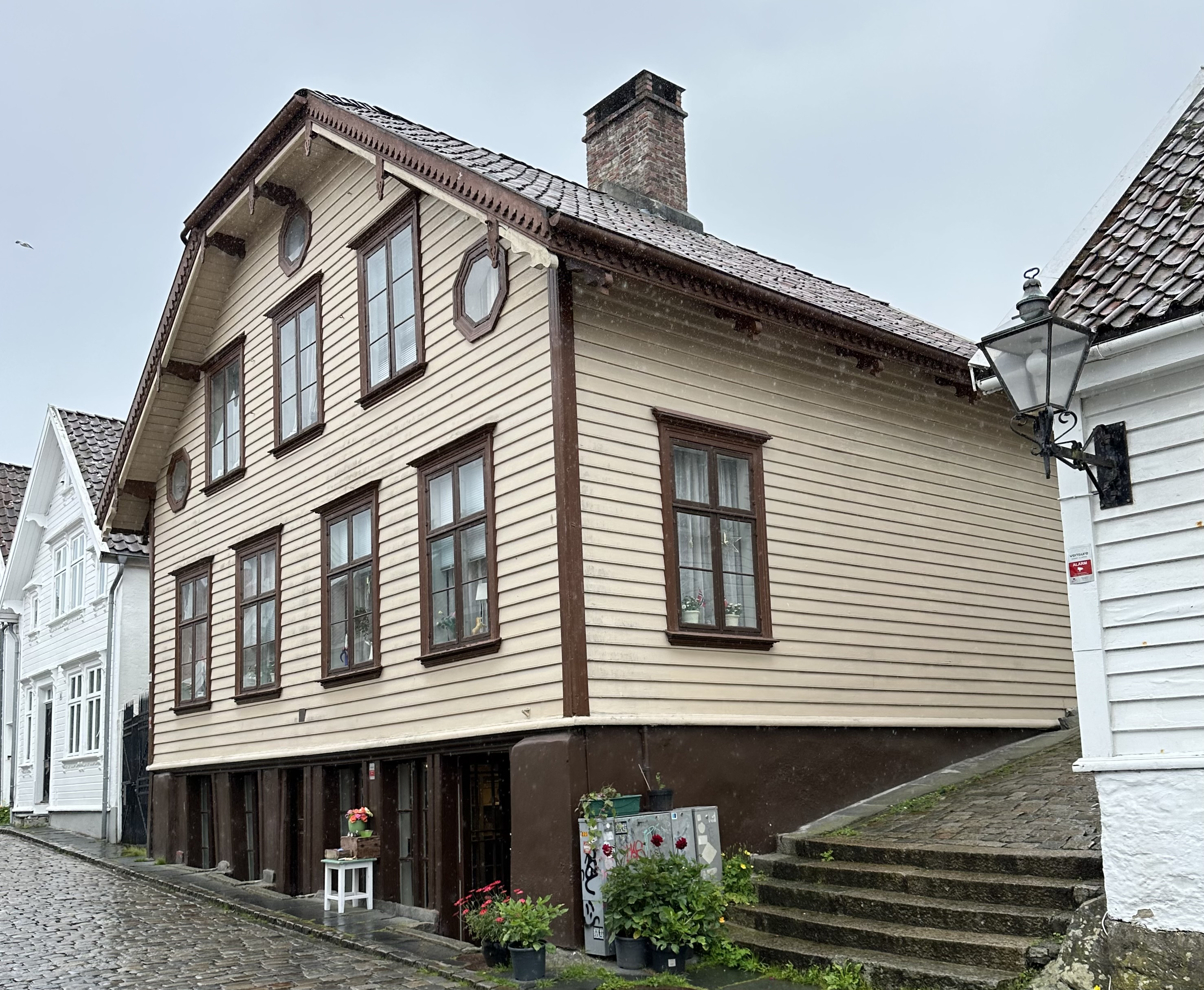
Haus Øvre Strandgate 60, 2023

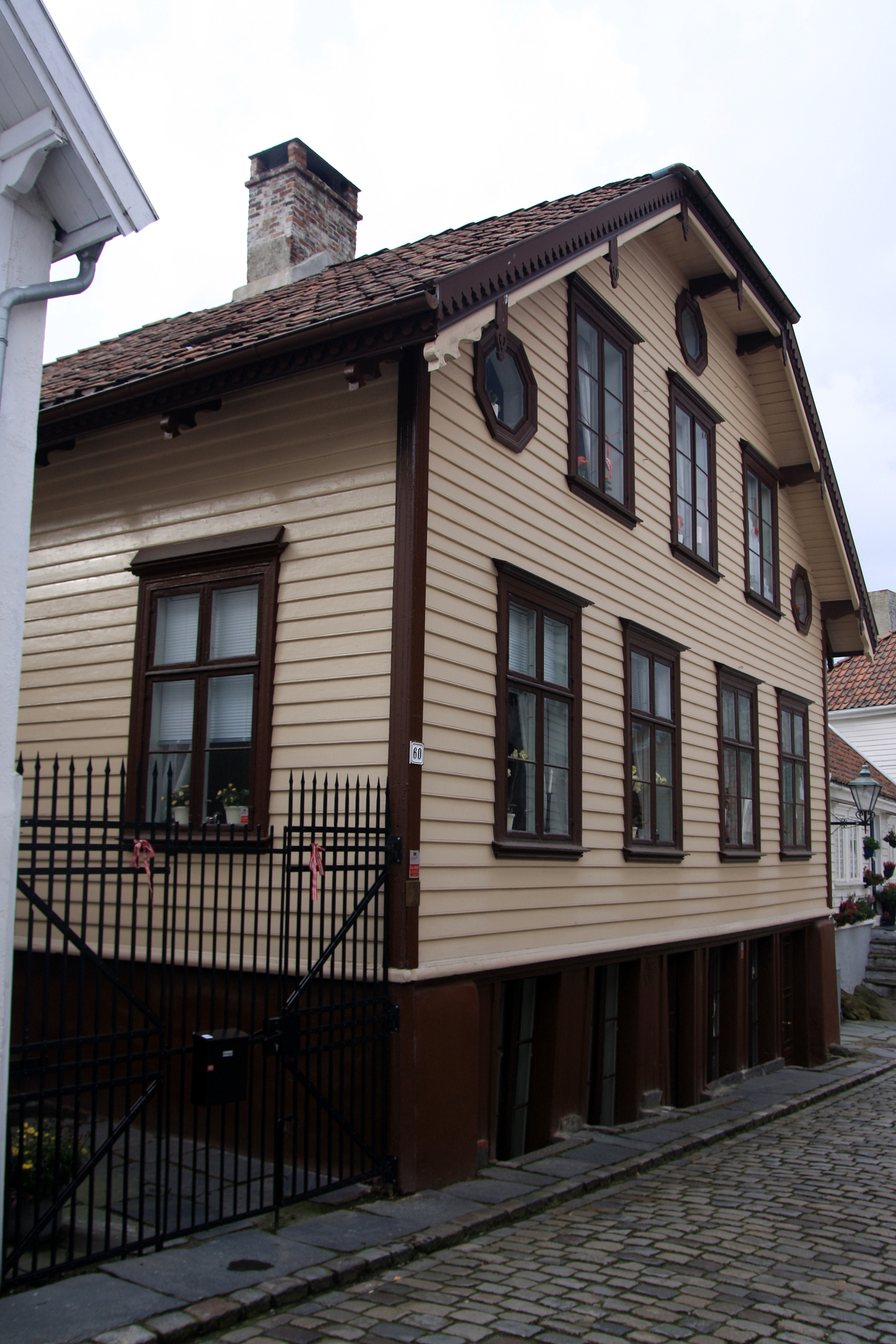
Blick von Südosten, 2011

Øvre Strandgate 60 ist ein denkmalgeschütztes Wohnhaus in der norwegischen Stadt Stavanger. 

## Lage
Das Gebäude befindet sich im Stadtteil Gamle Stavanger westlich des Hafens Vågen auf der Westseite der Straße Øvre Strandgate, in einer Ecklage zur nördlich einmündenden Gasse Eckmannsbakken.

## Architektur und Geschichte
Errichtet wurde das Holzhaus 1869 durch Schiffskapitän Carsten Jespersen Eckmann (1836–1920). Er war wohl durch den Heringsfang zu ausreichend Vermögen für die Finanzierung des Baus gekommen. Es ist damit eines der jüngeren Gebäude in Gamle Stavanger. Das Haus gilt als typisches Haus der Bauzeit für Stavanger und ist in einer Mischung aus Empirestil und Schweizer Stil gestaltet. Die Wohnfläche des horizontal geteilten Doppelhauses umfasst 120 m². Der giebelständig zur Straße ausgerichtete Bau verfügt über annähernd zwei volle Geschosse und ein Dachgeschoss. Bedeckt ist das Haus mit einem Krüppelwalmdach. Die konkrete Bauform mit Gesims, Firsthöhe und Dachgestaltung geht auf in der Bauzeit neue Bauvorschriften zurück, die weitere wie zuvor erfolgte Stadtbrände verhindern sollten.
Das Haus ist mit allen Fenstern, Treppen, Zierleisten, Außen- und Innentüren sowie Fensterbänken im bauzeitlichen Original erhalten. Auch die Küchenausstattung in einer Etage stammt noch aus der Bauzeit (Stand 2023).
Auch das Hinterhaus und der Außenbereich sind weitgehend unverändert. Der Hinterhof verfügt über einen Zaun, Tor, eine Treppe mit schmiedeeisernem Geländer und mit Schiefer belegtem Boden sowie eine Brücke zum Obergeschoss. Im Hinterhaus befand sich ursprünglich eine Toilette. Geschützt ist auch die Gestaltung des auf der Südseite befindlichen Eingangs von der Straße her, mitsamt Treppe, schmiedeeisernem Geländer und Tor sowie mit Schieferplatten belegtem Boden.
Das Gebäude wurde über einen Zeitraum von acht bis zehn Jahren saniert. Dabei wurde die ursprüngliche Farbgebung und auch die Ausstattung mit Tapeten wiederhergestellt.
Das Haus wurde am 2. Oktober 2018 als Einzeldenkmal unter Denkmalschutz gestellt.